# インモラリスト
「インモラリスト」は、堀江由衣の12枚目のシングル。2011年2月2日にスターチャイルドから発売された。

## 概要
前作「YAHHO!!」から1年半ぶりのリリースとなる、2011年1作目のシングル。表題曲は、テレビアニメ『ドラゴンクライシス!』のオープニングテーマ、情報番組『Club AT-X だぶるあ〜る』及び『AG学園 あに☆ぶん』エンディングテーマとして使用された。作詞、作曲はシンガーソングライターの清竜人が手掛けている。カップリングには、2010年9月に配信の限定シングルとして発表された「True truly love」と、新曲「HOLYDAY」を収録。「True truly love」は、オンラインゲーム『ディビーナ』のテーマソングとして使用された。
初回限定盤（KICM-91326 - 27）と通常盤（KICM-1326）の2種リリースで、前者には表題曲「インモラリスト」のPVを収録したDVDが同梱されている。また、通常盤と初回盤とではジャケットデザインがそれぞれ異なる。本作の発売を記念してゲリラライヴが新宿ステーションスクエアで開催された。間奏では自身初となるラップに挑戦している。
作詞・作曲者の清竜人が後に自身のアルバム『MUSIC』にてセルフカバーしている。また、その後、声優の福原香織によってカバーされた。

## チャート成績
2011年2月14日付のオリコン週間シングルチャートで8位を獲得した。初動売上は14000枚を記録しており、前作の売り上げである10000枚から約4000枚増加した。シングル作品のTOP10入りは前々作「silky heart」以来約2年ぶり。また、スターチャイルド移籍後の1枚目のシングル「Love Destiny」から12作連続でトップ20入りを果たしている。
声優の個人名義でのシングル作品のトップ10入りは、2011年2月7日付のシングルチャートで7位を獲得した田村ゆかりの「プラチナLover's Day」以来。また、キャラクター名義を含めると同週のチャートで、ランカ・リー名義の中島愛のシングル「放課後オーバーフロウ」も8位を獲得している。また、ドワンゴが運営するウェブサイトの2011年度年間ランキングでは、「超!アニメロ 着うたフル」で14位、「アニメロ★うた 着うた」で22位、「アニメロミックス 着うた」で25位を獲得した。

## 批評
CDジャーナルは、「激しい曲の起伏、ブレイク中のセリフ、転調の嵐にアレンジと一人オペラのような曲であり、off vocal versionだけではプログレッシブ・ロック。カップリング曲は可愛らしい曲。」と批評した。

## 収録曲
1. インモラリスト [4:58][7]
作詞・作曲：清竜人、編曲：たかはしごう
2. True truly love [3:50][7]
作詞：渡邊亜希子、作曲：宮崎誠、編曲：川田瑠夏
3. HOLIDAY [2:44][7]
作詞・作曲：田中麻友、編曲：橋本由香利
4. インモラリスト（off vocal version）
5. True truly love（off vocal version）
6. HOLIDAY（off vocal version）

DVD（初回限定盤のみ）
1. インモラリスト MUSIC CLIP

## 演奏
インモラリスト
- 清竜人：Chorus
- たかはしごう：Chorus, Programming
- 弦一徹ストリングス：Strings
- 高瀬順：Piano
- 佐藤大剛：Guitars
- 金森佳朗：Bass
- 伊藤直樹：Drums

True truly love
- 川田瑠夏：Piano, Programming,
- 篠崎正嗣ストリングス：Strings
- 遠山哲朗：Guitars

HOLIDAY 
- 橋本由香利：Glockenspiel, Programming
- 伊丹雅博：Ukulele
- 宮田繁男：Drums

## タイアップ
| 曲名            | タイアップ |
| --------------- | --- |
| インモラリスト  | アニメ『ドラゴンクライシス!』オープニングテーマ 情報番組『Club AT-X だぶるあ〜る』エンディングテーマ 『AG学園 あに☆ぶん』の2月度エンディングテーマ |
| True truly love | オンラインゲーム『DIVINA』テーマソング |

## 収録アルバム
| 曲名            | 収録アルバム   | 発売日        | 備考                  |
| --------------- | -------------- | ------------- | --------------------- |
| インモラリスト  | 『秘密』       | 2012年3月7日  | 8thオリジナルアルバム |
| インモラリスト  | 『BEST ALBUM』 | 2012年9月20日 | 2ndベストアルバム     |
| True truly love | 『秘密』       | 2012年3月7日  | 8thオリジナルアルバム |
| HOLIDAY         | アルバム未収録 |               |                       |